# Nová Ves u Chotěboře
Nová Ves u Chotěboře è un comune della Repubblica Ceca facente parte del distretto di Havlíčkův Brod, nella regione di Vysočina.